# 北海道の地名・駅名
北海道の地名・駅名（ほっかいどうのちめい・えきめい）の項では、北海道の地名、あるいは鉄道路線における駅名の由来と分類を解説する。

## 北海道の地名の歴史
北海道の先住民族であるアイヌは、彼らの言葉（アイヌ語）でそれぞれの土地を呼んでいた。アイヌの地名は、「河口がよどんだところ」「浜の真ん中」「赤い崖」など、その土地の環境や形状を素直に表現したものが多い。しかしアイヌは文字を持たないため文字によって表記されることはなかった。
日本の江戸時代以降、北海道に和人（日本人）が入るようになり、和人地を形成し、支配地やアイヌとの接点を拡大してゆくと、アイヌの土地名をカタカナ等で表現するようになり（ナヨロなど）、和人勢力の拡大とともに地名として定着するようになった。明治以降、明治政府による北海道開拓が始まり、内地（おおむね本州・四国・九州をさす）から屯田兵や開拓民が入るようになると、それぞれの開拓地に地名をつけるようになる。もともとアイヌの地名がある場所には、これに漢字をあてて地名とすることが多かった。例としては札幌（乾いた大きな川を意味するサッ・ポロ・ペツ）・稚内（冷たい飲み水の川を意味するヤㇺ・ワッカ・ナイ）・留辺蘂（通り道を意味するルベシベ）・釧路（温泉水を意味するクスリ）などが挙げられる。また、アイヌ語に由来するもののほかに、入植者の出身地名や開拓代表者名を地名としたり、入植にあたって瑞祥地名を設けたりした。
北海道に鉄道が初めて敷設されたのは1880年（明治13年）の官営幌内鉄道（手宮駅 - 札幌駅、のち幌内駅まで全通）である。以降、物資・旅客輸送のために道内各地に鉄道路線が開設され、駅も増えていった。駅名は駅の所在地の地名に由来するものが多かった。このため、駅名は地名同様にアイヌ語由来、入植団体名や瑞祥地名を駅名としたものが見られる。
なお、アイヌ語地名は、2001年10月22日に北海道遺産に選定されている。

## 分類
北海道の地名・駅名は、概ね以下のように分類できる。
- アイヌ語に由来するもの
  - アイヌ語に日本語（漢字）表記をあてたもの
  - アイヌ語をそのまま使用しているもの
- 内地からの開拓・入植に際して地名が決められたもの
- 周辺に存在した施設・自然状況、あるいは周辺の風土などから命名
- 上記によって定められた地名・駅名に、方向や大小などの接頭語・接尾語をつけたもの

### アイヌ語に由来するもの
アイヌ語地名に日本語風の地名・駅名につけるにあたっては、以下の方法が見られた。
1. アイヌ語に漢字の表記をあてたもの
2. アイヌ語の音に漢字をあてずカタカナで表記しているもの（日本語を割り当てていない）

#### アイヌ語に漢字表記をあてたもの
漢字の当て方には、次の2通りが見られる。

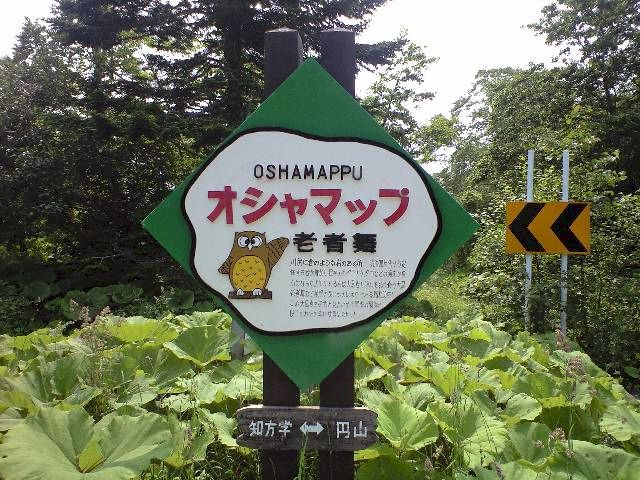
老者舞（おしゃまっぷ）
（釧路町老者舞集落入口にある標識）

- 音訳 - アイヌ語の「音」を流用し、漢字を当て字（仮借）したもの
- 意訳 - アイヌ語の「意味」を解釈し、似た意味の日本語を割り当てたもの

音訳したもの
音訳の例としては、「ホッキ貝の多い所」を表す「ポク・オ・イ」からとった母恋や、「河口が泥で汚れている所」を表す「オ・トイネ・ㇷ゚」からとった音威子府・音稲府（枝幸町）などがある。また、アイヌの地名をそのまま日本語地名としては冗長であったりごろが悪かったりする場合には一部短縮・省略したものもある（オペレペレケㇷ゚→帯広、ピウカ→美深））。
これらは音のみに着目した「当て字」である。漢字は表意文字であるが、あてられた漢字の意味にアイヌ語原義との直接的な関連性があるとは限らない。例えば、道内に数多く見られる「内」「別」は、それぞれアイヌ語で川を意味する「ナイ」「ペッ」に当て字されたものであり、「内側」「別れる」の意味は持たない。同じように「幌」は「大きい・広い」を意味する「ポロ」の当て字で、「幌」の字の持つ意味とは関係がない。
アイヌ語地名の発音に当てられる漢字には、以下の例がある。
| アイヌ語 | 漢字       | 意味           |
| -------- | ---------- | -------------- |
| アイ     | 愛         | 矢             |
| イワウ   | 岩尾       | 硫黄           |
| ウㇱ     | 牛、臼     | 存在する       |
| オイ     | 生、追     | 〜のあるところ |
| オタ     | 歌         | 砂浜           |
| オッ     | 乙         | たくさんいる   |
| オマイ   | 舞         | 〜のところ     |
| カㇷ゚     | 冠         | 皮             |
| クマ     | 熊         | 魚干し棚       |
| サッ     | 札         | 乾く           |
| サㇽ     | 猿、去     | 葦、湿原       |
| シ       | 士、支     | 大きい、本来の |
| シュマ   | 島         | 岩             |
| シㇼ     | 尻、知、後 | 峰、島         |
| チライ   | 知来       | イトウ         |
| ト       | 当         | 湖             |
| ナイ     | 内         | 小川           |
| ヌプル   | 登         | 濁る           |
| パラ     | 原         | 広い           |
| ピ       | 美         | 小石原         |
| ピラ     | 平         | 崖             |
| プトゥ   | 太         | 川の合流点     |
| ペッ     | 別         | 川             |
| ポロ     | 幌         | 大きい         |
| ホㇿカ   | 幌加       | 後戻りする     |
| ポン     | 本         | 小さい         |
| モ       | 茂、望     | 小さい         |
| ワッカ   | 若、稚     | 質の良い水     |

ただ、漢字をあてる際にはできるだけ見た目をよくするような配慮がされたといわれているものもある。たとえば、道南地方今金町美利河（ぴりか）はアイヌ語地名では「美しい川」を意味する「ピㇼカ・ペッ」で、語意に即した当て字がなされている。また、千歳は、もとはアイヌ語で大きな窪地を意味する「シ・コッ」であったが、「死骨」に通じ縁起が悪いとされたことから、周辺にタンチョウヅルが飛来することにちなみ、「鶴は千年」から千歳に改名された。「シコッ」の語は、千歳川の水源である支笏湖として今も残っている。
漢字をあてることによって、漢字の一般的な読みが浸透して地名の読みが変化したものもある。札幌市豊平区の月寒（つきさむ）は、もとは「つきさっぷ」と読んだが、今では「寒」の一般的な読みにより「つきさむ」となった。また、早来（はやきた）は、アイヌ語のサㇰ・ルペㇱペ（夏の通り道）に早来の字を当て「さっくる」と読んでいたものが完全に一般的な読みに置き換わってしまった例である。
| 地名                | アイヌ語                                                          | 意味                                      |
| ------------------- | ----------------------------------------------------------------- | ----------------------------------------- |
| 赤平（）            | ワッカ・ピラ（wakka-pira）                                        | 飲み水のある崖                            |
| 磯谷（）            | イソ・ヤ（iso-ya）                                                | 岩礁の岸                                  |
| 歌志内（）          | オタ・ウㇱ・ナイ（ota-us-nay）                                    | 砂のある川                                |
| 恵庭（）            | エ・エン・イワ（e-en-iwa）                                        | 頭の尖った岩山                            |
| 遠軽（）            | インカルㇱ（inkar ush）                                           | 眺望する所                                |
| 歌棄（）            | オタ・スッ（ota-sut）                                             | 砂浜の端                                  |
| 長都（）            | オ・サッ・ナイ（o-sat-nay）                                       | 川尻が乾いた川                            |
| 小樽（）            | オタ・オㇽ・ナイ（ota-or-nay）                                    | 砂浜の中を流れる川                        |
| 釜谷臼（）          | カマ・ヤ・ウㇱ（kama-ya-us）                                      | 岩盤が岸にあるもの                        |
| 札幌（）            | サッ・ポロ・ペッ（sat poro pet） サル・ポロ・ペッ（sar poro pet） | 乾いた広大な川 葦原の大きな川             |
| 沙流川（） 沙流（） | サㇽ（sar）                                                       | 葦原                                      |
| 知床（）            | シレトク、シレトコ（sir etok）                                    | 地の果て                                  |
| 豊平（）            | トゥイェ・ピラ（tuye-pira）                                       | 崩れた崖                                  |
| 苫小牧（）          | ト・マㇰ・オマ・ナイ（to mak oma nay）                            | 沼の奥にある川                            |
| 美唄（）            | ピパ・オ・イ（pipa-o-i）                                          | カワシンジュガイのあるもの                |
| 美馬牛（）          | ピパ・ウシ（pipa-us）                                             | カワシンジュガイがいるところ              |
| 富良野（）          | フラヌイ（huranuy）                                               | 臭い匂いのする所                          |
| 古平（）            | フレ・ピラ（hure-pira）                                           | 赤い崖                                    |
| 真駒内（）          | マㇰ・オマ・ナイ（mak oma nay）                                   | 奥にある川                                |
| 幕別（）            | マㇰ・ウン・ペツ（mak-un-pet）                                    | 奥にある川                                |
| 鵡川（）            | ムカッ・ペッ ムツクアツ                                           | 川尻のたえず動く つるにんじんの多いところ |
| 室蘭（）            | モ・ルエラニ                                                      | 小さな下り坂のあるところ                  |
| 藻岩山（）          | モ・イワ（mo-iwa）                                                | 小さな岩山                                |
| 紋別、門別（）      | モペッ                                                            | 小さな、または静かな川                    |
| 稚内（）            | ヤㇺ・ワッカ・ナイ（yam wakka nay）                               | 冷水のある沢                              |

意訳したもの
意訳の例としては、「細長い沼」を表す「タンネ・ト」からとられた長沼町、「峠の下」を表す「ルチㇱ・ポㇰ」からとられた峠下駅、「イタドリ（虎杖）の多い所」を表す「クッタㇻ・ウㇱ」からとられた虎杖浜駅（こじょうはま）などが挙げられる。これも、多くは見た目に対する配慮がなされたと言われるが、中には誤訳とされるもの（旭川市など）もあったという。
また、「砂浜の多い川」を表す「オタ・ウㇱ・ナイ」を意訳した砂川市、音訳した歌志内市のように、前記の方法で解釈した地名・駅名が両方とも存在する例も見られた。

#### アイヌ語の音に漢字をあてずカタカナで表記しているもの
これは、漢字表記などを充てることが難しく、アイヌ語地名をカタカナで表記しているものである。例としては、十勝総合振興局管内浦幌町トイトッキ、宗谷総合振興局管内猿払村知来別シネシンコ、釧路総合振興局管内厚岸町ルークシュポール、留萌振興局管内留萌市大字留萌村字ポンルルモッペなどがあり、同様の例は道内各地にみられる。また、宗谷管内浜頓別町のポン仁達内のように、アイヌ語で「小さい」を意味する「ポン」のみをカタカナとしている場合もある。
ただし、アイヌ語特有の閉音節などは通常のカタカナでは表せないため、穏当な日本語音に直した結果、厳密なアイヌ語の発音とは相違が生じる場合がある。例として、占冠村の地名であるトマム（Tomamu）の元となったアイヌ語は「トマㇺ」（Tomam）である。

### 内地からの開拓・入植に際して付けられたもの
アイヌ語を由来とする地名が存在しない場合、ないしはそれによって付けられた地名が余りにも広範囲を表す場合などに、入植者による独自の地名・駅名が付けられる場合が見られた。
1. 開拓・入植者の名前に因む
2. 開拓・入植者の出身地に因む
3. 開拓・入植者の希望・願望に因む（瑞祥地名）
4. 行政区画名から

1.の例として、元鳥取藩主の池田仲博からとられた池田駅（後に池田町と町名にもなる）、元仙台藩亘理伊達家当主の伊達邦成による統治を由来とする伊達市、坂本龍馬の甥の坂本直寛が開設した「北光社移民団」からとられた北光社駅（北海道ちほく高原鉄道ふるさと銀河線、廃止）などが挙げられる。また、元尾張藩主の徳川慶勝が和歌に因んで命名した八雲町のように、命名者の趣味や家紋などから付けられた例もある。
2.は、奈良県の十津川村の者が入植したことから付けられた新十津川、仙台藩白石領の藩士が入植した白石（現・札幌市白石区）、広島県人による北広島などのように、市町村や行政区の名称に名を残すものが見られる。また、北見市常呂町岐阜（岐阜県）、せたな町北檜山区徳島（徳島県）、新篠津村宍粟（兵庫県宍粟市）、豊浦町山梨・新山梨（山梨県）のように出身地が大字となったもの、湧別町千葉団体のように入植者団体名が地区名となったものもある。
3.は、日進駅、瑞穂駅など、開拓の苦しみを反映して、将来の発展を願ってつけたものが多いとされる。旧広尾線幸福駅と駅のあった集落名「幸福」はこの3にあたる。これは、元来「乾いた川」を意味する「サッ・ナイ」に「幸震」（さち・ない）の字をあてたアイヌ語由来の地名であったが、ここに福井県出身者が多かったことから、幸震の幸と福井県の福を合わせて幸福としたものである。
4.は入植に際して行われた区画整理（殖民区画）により、土地が碁盤の目状になったため、それの基線に並行する道路に「東〜線」・「南〜線」、直交する道路に「西〜号」・「北〜号」などといった名前をつけたので、それが通過する地であることが、そのまま地名・駅名となったものである。「東〜線南〜号」などという地名になり、駅名では宗谷本線東六線駅（廃駅）、名寄本線四号線駅（廃駅）などが該当する。都市部では条と丁目が用いられる（宗谷本線旭川四条駅など）。

### 周辺の自然環境・状況から採られたもの
駅名に多く見られるものであるが、入植者もほとんど見られず、独立した地名が存在しなかったことから、駅周辺の自然環境等にちなんで付けられたものも少なくない。落合駅、銀山駅、桑園駅、鹿ノ谷駅（廃駅）、紅葉山駅（現：新夕張駅）、茅沼駅などが該当し、その後地名となったものも多い。

### 方向や大小などの接頭語・接尾語をつけたもの
方向・方角を表す接頭語（東西南北上中下）をつけたものは内地にも一般的にみられるが、アイヌ語で河川等の大小を表す接頭辞を冠したものが北海道にみられる。アイヌ語で「小さい」を意味する「ポン」がその例で、上述したポン仁達内やポンルルモッペなどがある。
また、広大な原野等により地名が少なく、駅名のもとになるものもないような場合にも、接頭語による区別は行われた。道北の頓別原野に広がる浜頓別町、中頓別町、小頓別、頓別の地名・駅名（旧・天北線）や、石北本線の白滝駅、奥白滝駅（現・奥白滝信号場）、旧白滝駅（廃駅）、上白滝駅（廃駅）、下白滝駅（現・下白滝信号場）などの例がある。